# Zwagerbosch
Zwagerbosch (Fries, officieel: Sweagerbosk, [svɪ.əgr’bosk], ook wel De Bosk [də’bosk]) is een dorp in de gemeente Noardeast-Fryslân, in de Nederlandse provincie Friesland. De plaats ligt ten zuidoosten van Zwaagwesteinde en grenst in het zuiden aan Twijzelerheide. Het dorp ligt net ten noorden van de Zwadde die het scheidt van Twijzelerheide. In 2023 telde het dorp 530 inwoners. Tot 1940 was het een buurtschap van Kollumerzwaag.

## Geschiedenis
Zwagerbosch is vanaf eind 18de eeuw als heideontginningsplaats tot ontwikkeling gekomen. De eerste vermelding dateert van 1847 wanneer het als Het Bosch op de kaarten verschijnt. Het dorp is op dezelfde heidegebied ontstaan als Twijzelerheide, die rond 1700 als Heyde werd geduid. Midden in de 19e eeuw ontwikkelde zich het als een bewoonde streek, met schamele onderkomens.
Net voor 1930 werden de Boskwei en Bjirkepaed verhard. Zo ontwikkelde de buurtschap zich  verder tot een dorp, terwijl Twijzelerheide al flink groter was gegroeid. In 1940 verkreeg Zwagerbosch de dorpsstatus.
Vooral na de Tweede Wereldoorlog ontstond er nieuwe bewoning, en groeide het aantal huizen. Het dorp raakte zo meer verweven met Zwaagwesteinde en Twijzelerheide. Het dorp heeft geen kerk. Tot 2019 viel het onder de gemeente Kollumerland en Nieuwkruisland waarna deze is opgegaan in de Noardeast-Fryslân.

## Cultuur
Hoewel het dorp cultureel gericht is op Zwaagwesteinde en Twijzelerheide heeft het dorp een dorpshuis, De Bosk geheten.

## Natuur
Aan zuidoostelijk dorpsgrens ligt er een natuurgebied met een bos en een poel.
Steden, dorpen en gehuchten: Aalsum · Anjum · Augsbuurt · Birdaard · Blija · Bornwird · Brantgum · Burum · Dokkum · Ee · Engwierum · Ferwerd · Foudgum · Genum · Hallum · Hantum · Hantumeruitburen · Hantumhuizen · Hiaure · Hogebeintum · Holwerd · Janum · Jislum · Jouswier · Kollum · Kollumerpomp · Kollumerzwaag · Lichtaard · Lioessens · Marrum · Metslawier · Munnekezijl · Moddergat · Morra · Nes · Niawier · Oosternijkerk · Oostmahorn · Oostrum · Oudwoude · Paesens · Raard · Reitsum · Ternaard · Triemen · Veenklooster · Waaxens · Wanswerd · Warfstermolen · Westergeest · Wetsens · Wierum · Zwagerbosch

Buurtschappen: Abbewier · Bartlehiem (deels) · Beintemahuis · Betterwird · Bollingawier · Bonte Hond · Bornwirdhuizen · Boteburen · Brandeburen · De Dellen · De Keegen · De Kolk · De Leegte · De Rijp · De Wirden · De Schans · Dijkshorne · Dokkumer Nieuwe Zijlen · Drieboerehuizen · Ezumazijl · Groot Medhuizen · Halfweg · Hallumerhoek · Hanenburg · Hantumerhoek · Huis ter Noord · Kettingwier · Klein Medhuizen · Kletterbuurt · Kollumeroudzijl · Krabburen · Laagland · Lutkewier · Molenbuurt · Nieuwland · Oudeterp · Oudwouderzijlen · Reidswal · Scharnehuizen · Stiem · Teerd · Teijeburen · Tergracht (deels) · Ter Lune · Tibma · Tilburen · Tiltjeburen · Vaardeburen · Veldburen · Vijfhuizen (Hallum) · Vijfhuizen (Ternaard) · Visbuurt · Weerdeburen · Westerburen · Westernijkerk · Wie · Wijgeest · Zevenhuizen

Streken: 't Schoor · Galilea · It Paradyske · Lutkelaard · Sibrandahuis · Steenharst · Steenvak · Wildpad (deels) · Zandbulten · Zwagerveen

Friesland: Steden en dorpen      Nederland: Provincies · Gemeenten